# Cruise & Maritime Voyages
La Cruise & Maritime Voyages è stata una compagnia di navigazione britannica con sede nell'Essex in Regno Unito. La società ha cessato l'attività nel 2020 ed è entrata in amministrazione controllata.

## Flotta
| Nome           | Anni in servizio | Immagine | Stazza (t.s.l.) | Cronologia |
| -------------- | ---------------- | -------- | --------------- | --- |
| Ocean Countess | 2010-2012        |          | 17593           | 2010 Comprata da Quail Cruises e ribattezzata da Ruby a Ocean Countess 2014 Demolita ad Aliağa                        |
| Discovery      | 2013-2014        |          | 20216           | 2013 Comprata da Voyages of Discovery 2014 Demolita ad Alang                                                          |
| Marco Polo     | 2010-2020        |          | 22080           | 2010 Comprata dalla Transocean Tours 2020 Venduta per demolizione                                                     |
| Astor          | 2013-2020        |          | 20606           | 2013 Comprata nel dalla Transocean Tours 2020 Demolita ad Aliağa                                                      |
| Astoria        | 2015-2020        |          | 16144           | 2015 Noleggiato da Portuscale Cruises 2020 Fine noleggio                                                              |
| Magellan       | 2015-2020        |          | 46052           | 2015 Comprata dalla Ibero Cruceros 2020 Venduta all'asta a Seajets per 3.431.000 USD. 2021 Venduta per demolizione    |
| Columbus       | 2017-2020        |          | 63500           | 2017 Comprata da P&O Cruises Australia 2020 Venduta all'asta a Seajets per 5.321.000 USD 2021 Venduta per demolizione |
| Vasco Da Gama  | 2019-2020        |          | 55877           | 2019 Comprata P&O Cruises Australia 2020 Venduta all'asta a Mystic Invest per 10187000 $.                             |